# 벨라 히스코트
벨라 히스코트(Bella Heathcote, 1988년 5월 3일 ~ )는 오스트레일리아의 배우이다.

## 작품 목록
- 인 타임 (2011)
- 다크 섀도우 (2012) - 빅토리아 윈터스 역
- 오만과 편견 그리고 좀비 (2016)
- 네온 데몬 (2016)
- 50가지 그림자: 심연 (2017)
- 원더우먼 스토리 (2017)
- 유물의 저주 (2019)